# Stenocactus vaupelianus
Stenocactus vaupelianus är en kaktusväxtart som först beskrevs av Erich Werdermann, och fick sitt nu gällande namn av F.M. Knuth. Stenocactus vaupelianus ingår i släktet Stenocactus och familjen kaktusväxter. Inga underarter finns listade i Catalogue of Life.

## Bildgalleri

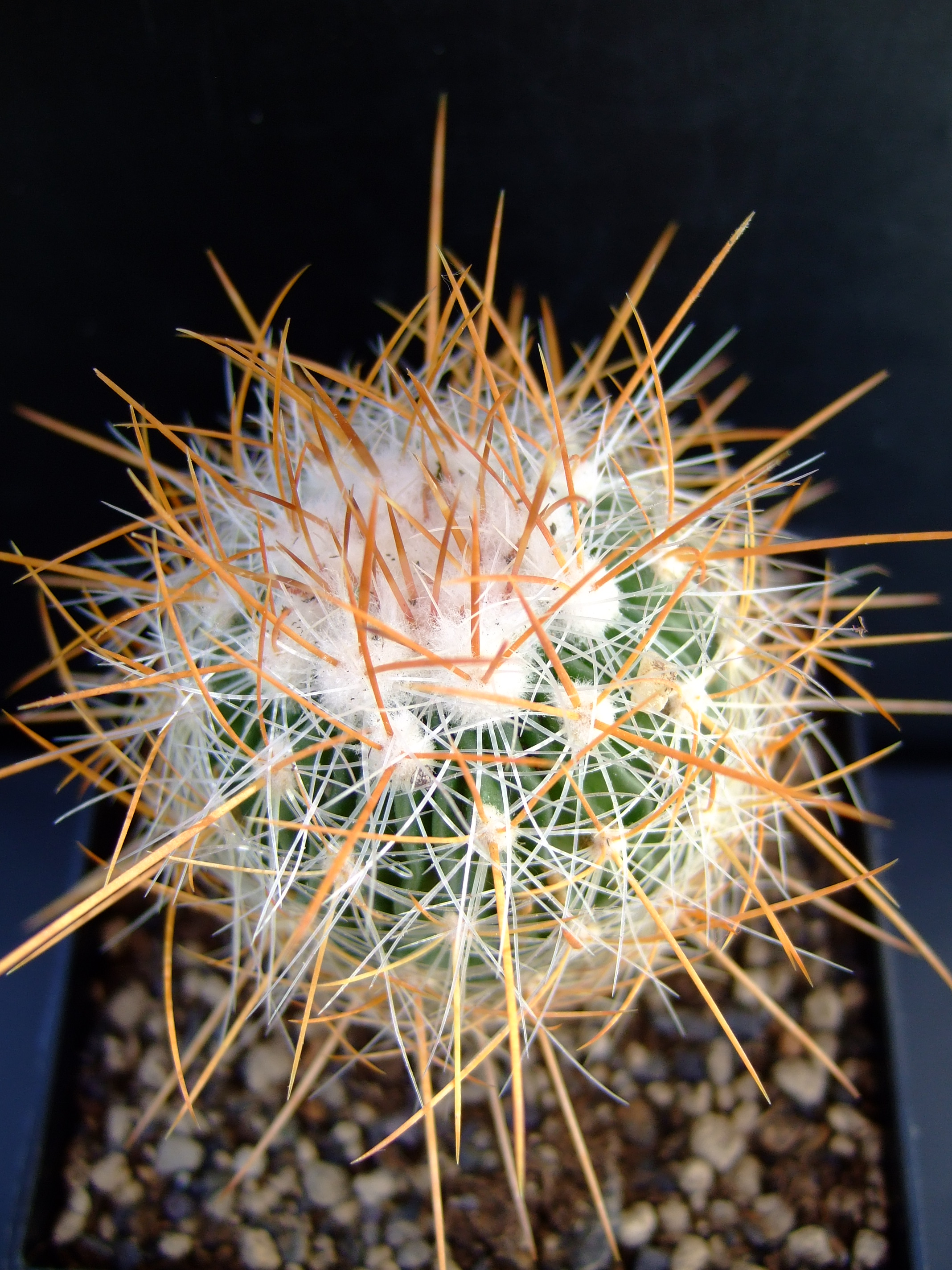
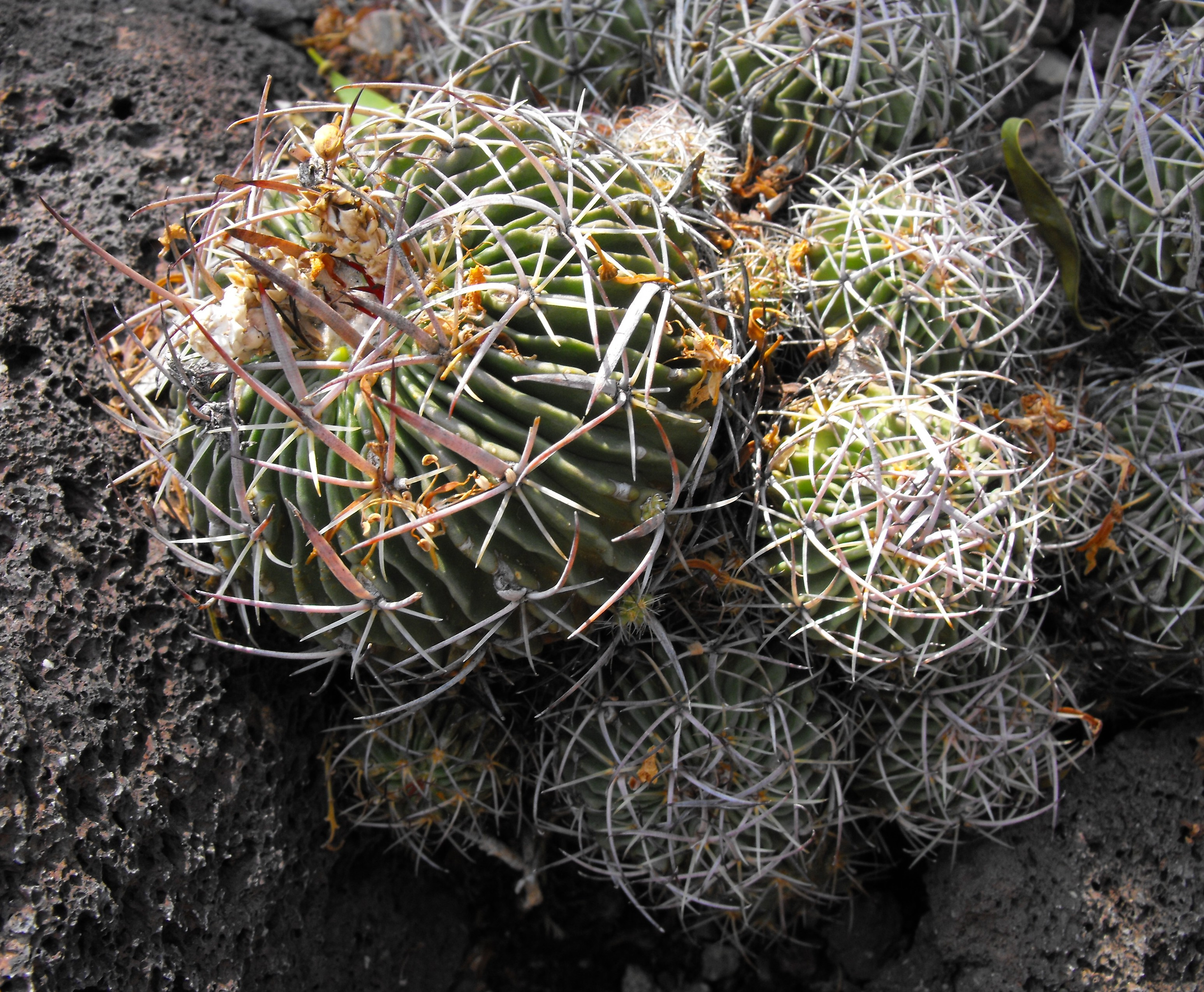
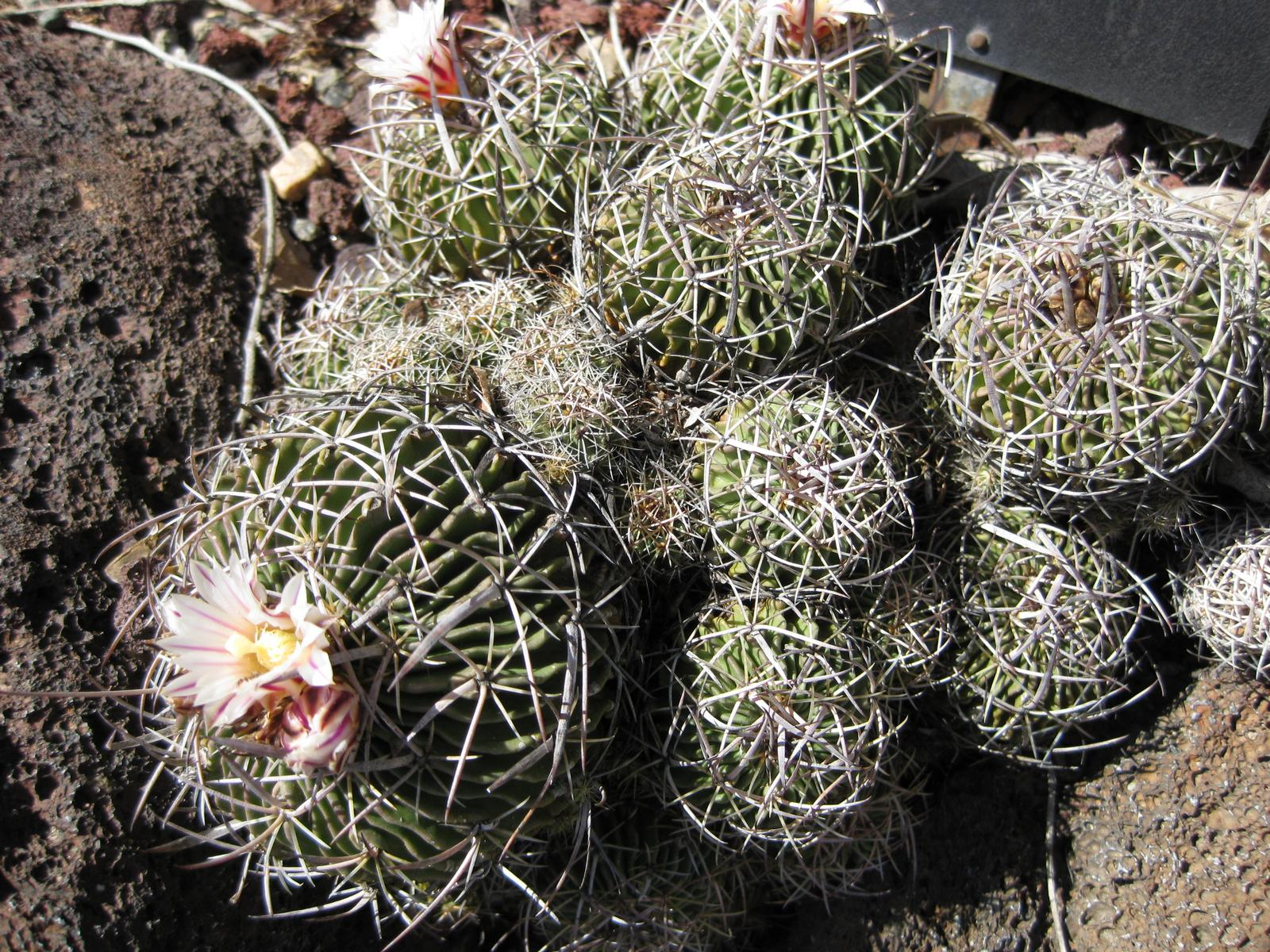
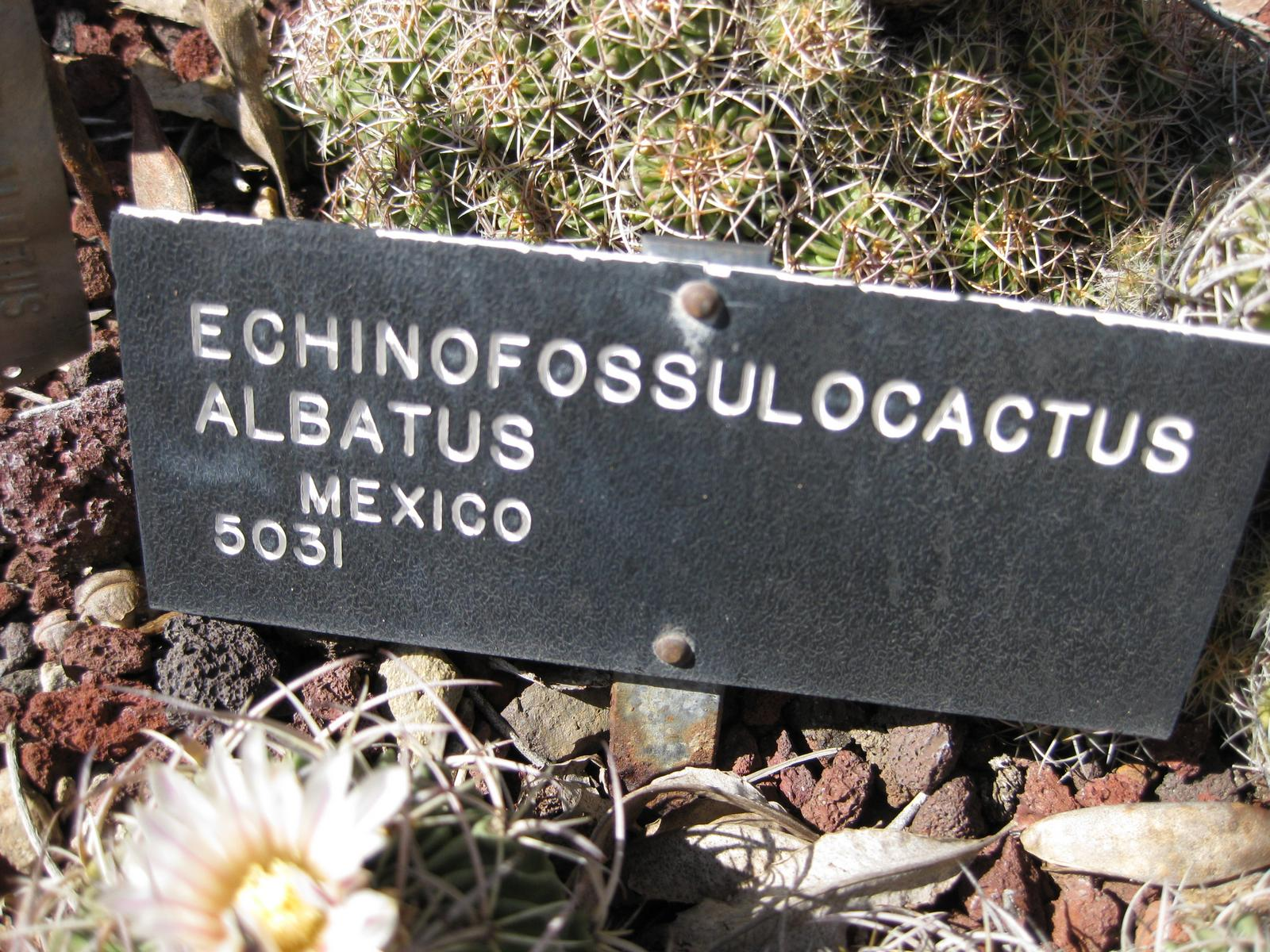
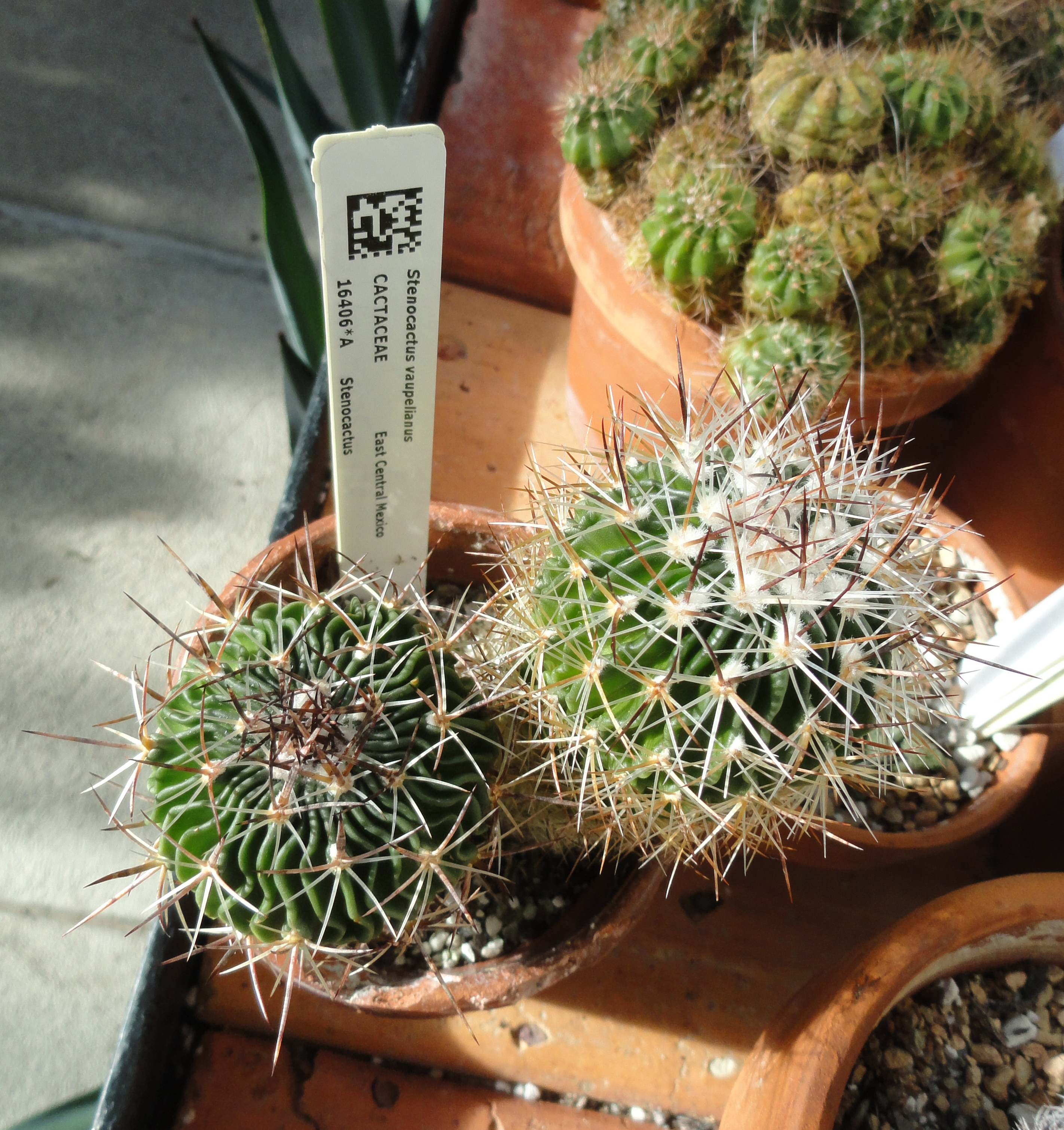